# Šútovce
Šútovce es un municipio del distrito de Prievidza en la región de Trenčín, Eslovaquia, con una población estimada a final del año 2024 de 459 habitantes.
Se encuentra ubicado al este de la región, cerca del río Nitra (cuenca hidrográfica del Danubio) y de la frontera con las regiones de Banská Bystrica y Žilina.

## Demografía
| Año        | 1994 | 2004    | 2014    | 2024    |
| ---------- | ---- | ------- | ------- | ------- |
| Población  | 378  | 408     | 432     | 459     |
| Diferencia |      | +7,93 % | +5,88 % | +6,25 % |

| Año        | 2023 | 2024    |
| ---------- | ---- | ------- |
| Población  | 456  | 459     |
| Diferencia |      | +0,65 % |